# Sexdagarsloppet
Sexdagarsloppet var en landsvägstävling på cykel efter engelsk förebild, arrangerad från 1924 av Hammarby IF och Dagens Nyheter. Med vissa avbrott kördes loppet till och med 1975, från 1940 med Svenska Cykelförbundet som medarrangör. 
Vinnare i det första loppet var Erik "Orsa" Bohlin, som körde en cykel av märket Hermes. Sven ”Svängis” Johansson och Yngve Lundh lyckades båda vinna loppet tre gånger, "Svängis" dessutom i följd. En efterföljare till Sexdagarsloppet blev Postgirot Open, som kördes från 1982 med Tommy Prim som segrare de två första åren, då som medlem av Bianchi-stallet.

## Vinnare
| År   | Vinnare                   | Klubb                 | km    |
| ---- | ------------------------- | --------------------- | ----- |
| 1924 | Erik "Orsa" Bohlin        | Uppsala CK            | 1 760 |
| 1925 | Ragnar Malm               | IF Thor               | 1 760 |
| 1926 | Erik "Orsa" Bohlin        | Uppsala CK            | 1 756 |
| 1927 | Helmer Strandberg         | IFK Enskede           | 1 510 |
| 1928 | Henry Hansen              | Danmark               | 1 530 |
| 1929 | Henry Hansen              | Danmark               | 1 521 |
| 1930 | Gösta Björklund           | SK Fyrishof           | 1 557 |
| 1933 | Arne Berg                 | Hammarby IF           | 1 539 |
| 1940 | Sven "Svängis" Johansson  | Hammarby IF           | 1 260 |
| 1941 | Sven "Svängis" Johansson  | Hammarby IF           | 1 449 |
| 1942 | Sven "Svängis" Johansson  | Hammarby IF           | 1 361 |
| 1946 | Nils Johansson            | IK Ymer               | 1 656 |
| 1947 | Frans Gielen              | Belgien               | 1 473 |
| 1949 | Yngve Lundh               | Bollnäs CK            | 1 452 |
| 1950 | Yngve Lundh               | Bollnäs CK            | 1 482 |
| 1951 | Hans Andresen             | Danmark               | 1 424 |
| 1952 | Eluf Dalgaard             | Danmark               | 1 339 |
| 1953 | Gunnar Lindgren           | CK Wano               | 1 497 |
| 1954 | Yngve Lundh               | Bollnäs CK            | 1 470 |
| 1955 | Oswald Johansson          | CK Stefaniterna       | 1 424 |
| 1956 | Gunnar Lindgren           | CK Wano               | 1 128 |
| 1957 | Stan Brittain             | England               | 1 159 |
| 1958 | Oswald Johansson          | CK Stefaniterna       | 1 209 |
| 1959 | Vagn Bangsborg            | Danmark               | 1 140 |
| 1961 | Herbert Dahlbom           | IFK Kristianstad      | 1 111 |
| 1963 | Roger Swerts              | Belgien               | 1 115 |
| 1965 | Ole Ritter                | Danmark               | 1 142 |
| 1967 | Gösta "Fåglum" Pettersson | Vårgårda CK           | 1 447 |
| 1969 | Gösta "Fåglum" Pettersson | Vårgårda CK           | 1 072 |
| 1973 | Bernt Johansson           | Mariestadscyklisterna | 899   |
| 1975 | Tord Filipsson            | Skoghalls CK          | 954   |